# László Deutsch
László Deutsch (Budapest, 9 marzo 1999) è un calciatore ungherese, difensore del Vasas.

## Caratteristiche tecniche
È un terzino sinistro.

## Carriera

### Club
Cresciuto nel settore giovanile della Puskás Akadémia, nel 2018 viene ceduto in prestito biennalle al Csákvári con cui fa il suo esordio fra i professionisti il 29 luglio in occasione dell'incontro di Nemzeti Bajnokság II pareggiato 3-3 contro il Cegléd.

### Nazionale
Ha giocato nelle nazionali giovanili ungheresi Under-17 ed Under-21.

## Statistiche
Statistiche aggiornate al 27 maggio 2023.

### Presenze e reti nei club
| Stagione               | Squadra                | Campionato             | Campionato | Campionato | Coppe nazionali | Coppe nazionali | Coppe nazionali | Coppe continentali | Coppe continentali | Coppe continentali | Altre coppe | Altre coppe | Altre coppe | Totale | Totale | Totale |
| Stagione               | Squadra                | Comp                   | Pres       | Reti       | Comp            | Pres            | Reti            | Comp               | Pres               | Reti               | Comp        | Pres        | Reti        | Pres   | Reti   |        |
| ---------------------- | ---------------------- | ---------------------- | ---------- | ---------- | --------------- | --------------- | --------------- | ------------------ | ------------------ | ------------------ | ----------- | ----------- | ----------- | ------ | ------ | ------ |
| 2018-2019              | Csákvári               | NB2                    | 18         | 0          | CU              | 0               | 0               |                    | -                  | -                  |             | -           | -           | 18     | 0      |        |
| 2019-gen. 2020         | Csákvári               | NB2                    | 16         | 0          | CU              | 2               | 0               |                    | -                  | -                  |             | -           | -           | 18     | 0      |        |
| Totale Csákvári        | Totale Csákvári        | Totale Csákvári        | 34         | 0          |                 | 2               | 0               |                    | -                  | -                  |             | -           | -           | 36     | 0      |        |
| gegn.-giu. 2020        | Puskás Akadémia        | NB1                    | 11         | 1          | CU              | 0               | 0               |                    | -                  | -                  |             | -           | -           | 11     | 1      |        |
| 2020-2021              | Puskás Akadémia        | NB1                    | 22         | 0          | CU              | 1               | 0               | UEL                | 1                  | 0                  |             | -           | -           | 24     | 0      |        |
| 2021-2022              | Puskás Akadémia        | NB1                    | 9          | 0          | CU              | 2               | 0               | UECL               | 3                  | 0                  |             | -           | -           | 14     | 0      |        |
| Totale Puskás Akadémia | Totale Puskás Akadémia | Totale Puskás Akadémia | 42         | 1          |                 | 3               | 0               |                    | 4                  | 0                  |             | -           | -           | 49     | 1      |        |
| 2022-2023              | Vasas                  | NB1                    | 7          | 0          | CU              | 2               | 0               |                    | -                  | -                  |             | -           | -           | 9      | 0      |        |
| Totale carriera        | Totale carriera        | Totale carriera        | 83         | 1          |                 | 7               | 0               |                    | 4                  | 0                  |             | -           | -           | 94     | 1      |        |